# Агостини, Филипп
Филипп Агостини (фр. Philippe Agostini, 11 августа 1910, Париж — 20 октября 2001, там же) — французский кинооператор, режиссёр и сценарист.

## Биография
Окончил Высшую национальную школу Луи Люмьера. Начинал ассистентом оператора у Жоржа Периналя. Как самостоятельный оператор дебютировал в 1934, работал с такими режиссёрами, как Марсель Л’Эрбье, Марсель Карне, Робер Брессон, Жюль Дассен и др. В качестве режиссёра поставил музыкальный фильм по пьесе Ж. Бернаноса Диалог кармелиток (1960, телевизионная версия — 1984), ряд картин снял по собственным сценариям.
Два его сына — Ив и Клод - также работают кинооператорами.

## Избранная фильмография
- Приключение в Париже / Aventure à Paris (1936, Марк Аллегре)
- Бальная записная книжка / Un carnet de bal (1937, Жюльен Дювивье)
- Трагедия империи / La Tragédie impériale (Rasputin,1938, М. Л’Эрбье)
- Буря в Азии / Tempête sur l’Asie (1938, Рихард Освальд)
- Поток / Le Ruisseau (1938, Клод Отан-Лара)
- День начинается (1939, М. Карне)
- Свадьба Шиффон / Le Mariage de Chiffon (1942, К.Отан-Лара)
- Любовные письма / Lettres d’amour (1942, К.Отан-Лара)
- Двое робких / Les Deux timides (1943, Ив Аллегре)
- Ангелы греха / Les Anges du péché (1943, Робер Брессон)
- Первый в связке / Premier de cordée (1944)
- Дамы Булонского леса / Les Dames du Bois de Boulogne (1945, Р.Брессон)
- Сильвия и привидение / Sylvie et le fantôme (1946, К. Отан-Лара)
- Врата ночи / Les Portes de la nuit (1946, М. Карне)
- Белые лапки / Pattes blanches (1949, Жан Гремийон, специальный приз МКФ в Локарно)
- Топаз / Topaze (1951, Марсель Паньоль)
- Ночь — моё царство (1951, Жорж Лакомб)
- Наслаждение / Le Plaisir (1952, Макс Офюльс)
- Мужские разборки (1955, Жюль Дассен)
- Если бы нам рассказали о Париже / Si Paris nous était conté (1956, Саша Гитри)
- В мире безмолвия (1956, Жак-Ив Кусто, Луи Малль)
- Страна, откуда я родом / Le Pays, d’où je viens (1956, Марсель Карне)
- Трое — пара / Les Trois font la paire (1957, Саша Гитри)
- Диалог кармелиток / Le Dialogue des carmélites (1960)
- Le Vrai visage de Thérèse de Lisieux (1964, документальный, по собственному сценарию)